# SR2201
SR2201は、日立のスーパーコンピュータである。日立のウェブページではスーパコンピュータではなく並列コンピュータとしている。

## 概要
筑波大の並列計算機研究であるPACSシリーズの「CP-PACS」の商用量産モデルでもある。
性能について日立は、1台あたり約19GFLOPS、ハイエンドモデルではそれの2048台並列で約600GFLOPSとしている。1996年6月にTOP500の一位になった。
前述のように、日立が「並列コンピュータ」としているのは、同社がスーパコンピュータとしていた「HITAC Sシリーズ」のベクトル計算機から、超並列方式へと転換を図ったモデルであるためと思われる。ただし、本機以降の日立SRシリーズは、スカラプロセッサをそのまま使うのではなく、PACSプロジェクトの一環として研究・開発・設計された、従来のベクトル計算機用のプログラムを大きな改造無く、性能低下を少なく抑えて実行できる、「PVP-SW」と称する「擬似ベクトル機能」を追加する改造を加えたスカラプロセッサを使用し、ベクトル時代からのユーザの利便とプログラムの性能を考慮している。

## 注
1. ↑  並列コンピュータ HITACHI SR2201(日立)
2. ↑  最後のモデルは HITAC S-3800
3. ↑  具体的には、筑波大学（元日立）の中澤喜三郎（CP-PACS全体も率いていた）らによる。